# Mustafá Contursi
Mustafá Contursi Goffar Majzoub (São Paulo, 22 de setembro de 1940), mais conhecido como Mustafá Contursi ou apenas Mustafá, é um dirigente esportivo brasileiro e ex-presidente da Sociedade Esportiva Palmeiras.

## Biografia
Mustafá Contursi é casado, pai de três filhos, e tem origens na Síria - pai (Abdel Majzoub) – e na Itália - mãe (Annunziata Contursi). Mustafá Contursi ficou conhecido por ter sido presidente da Sociedade Esportiva Palmeiras entre 1993 e 2005.
Nascido no bairro paulistano do Brás, foi criado na Mooca, e tornou-se sócio do Palmeiras em 1951, aos onze anos, graças à influência de seus primos e avós, que foram responsáveis por pagar suas primeiras mensalidades.
Mustafá ingressou pela primeira vez na diretoria do Palmeiras na década de 1960 e nos anos seguintes atuou em vários cargos diretivos do clube, o que culminou com sua indicação a conselheiro vitalício no ano de 1973.

## Seleção Brasileira
Mustafa Contursi exerceu o cargo de chefe oficial da delegação brasileira na Copa do Mundo de 1994, realizada nos Estados Unidos. Sua liderança foi determinante para guiar a equipe à vitória, encerrando um jejum de 24 anos sem o título mundial.
Ao longo do torneio, Contursi demonstrou notável habilidade diplomática e organizacional, assegurando as condições ideais para o desempenho destacado da seleção brasileira.
Sua decisão de fechar completamente o hotel em Los Gatos, Califórnia, a cerca de 40 metros da recepção, gerou polêmica, porém mostrou-se essencial para preservar a privacidade e concentração dos jogadores e da comissão técnica.
Essa medida, sujeita a debates intensos, revelou-se crucial para fortalecer o espírito de equipe, contribuindo de maneira significativa para a conquista do tetra campeonato pelo Brasil.
A participação de Mustafa Contursi na Copa de 1994 deixou um legado marcante, evidenciando sua contribuição ímpar para o sucesso da seleção brasileira naquela conquista histórica.

## Presidência do Palmeiras
No primeiro semestre de 1992, durante a gestão de Facchina Nunes a Sociedade Esportiva Palmeiras fechou um contrato de parceria com a multinacional Parmalat. Em janeiro de 1993 Mustafá foi eleito presidente do Sociedade Esportiva Palmeiras. Em 12 de junho do mesmo ano, o Palmeiras sairia da fila vencendo o Corinthians no Campeonato Paulista, sendo campeão, ainda, do Campeonato Brasileiro e do Torneio Rio São Paulo (este último também contra o Corinthians).
Sob sua gestão, houve a construção das piscinas aquecidas, as reformas na Academia de Futebol da Barra Funda, a aquisição da Academia de Futebol de Guarulhos, anexo ao clube social, bem como diversos imóveis localizados na Rua Padre Antônio Tomas que, por anos a fio, serviram como escritório aos mais diversos departamentos do Clube e, no futuro, seriam utilizados como garantia das dívidas que o Palmeiras viria a possuir.
Ainda durante sua gestão o clube conquistou o título da Copa Libertadores da América de 1999 e foi rebaixado para a série B no Campeonato Brasileiro de futebol de 2002.

### Títulos
- Campeonato Paulista (1993, 1994 e 1996)[3]
- Torneio Rio-São Paulo (1993 e 2000)
- Campeonato Brasileiro (1993 e 1994)
- Copa Brasil-Itália (1994)
- Torneio Lev Yashin-Rússia (1994)
- Copa da China (1996)
- Torneio Euro-América (1996)
- Torneio Naranja-Espanha (1997)
- Taça Maria Quitéria (1997)
- Copa do Brasil (1998)
- Copa Mercosul (1998)
- Copa Libertadores da América (1999)[3]
- Troféu da Federação Internacional de Futebol-Alemanha (1999)
- Copa dos Campeões (2000)
- Campeonato Brasileiro - Série B (2003)